# Bill Sharman
William Walton Sharman, detto Bill (Abilene, 25 maggio 1926 – Redondo Beach, 25 ottobre 2013), è stato un cestista, allenatore di pallacanestro, dirigente sportivo e giocatore di baseball statunitense, professionista nella NBA e nella ABA.
È stato membro del Naismith Memorial Basketball Hall of Fame dal 1976 in qualità di giocatore, e dal 2004 in qualità di allenatore.
Crebbe nella città californiana di Porterville. Durante la Seconda guerra mondiale, dal 1944 al 1946, prestò servizio presso la Us Navy.

## Carriera

### La carriera in NBA come giocatore
Dopo la guerra, negli anni cinquanta, divenne famoso nella squadra dei Boston Celtics dove, insieme a Bob Cousy, formò una delle coppie di guardie più forti di sempre: Bob Cousy era sostanzialmente un playmaker mentre Sharman era un tiratore.
Sharman fu una delle prime guardie della storia della NBA ad avere una percentuale di tiro su azione superiore al 40%, e raggiunse livelli altissimi di precisione nei tiri liberi: il suo record di 93,2% fissato nella stagione 1958-1959 durò fino al 1976-1977, quando fu migliorato da Ernie DiGregorio. Sharman inoltre detiene ancora il record di 56 tiri liberi consecutivi realizzati in partite valide per i play-off.
Sharman è stato nominato nel primo quintetto NBA per quattro anni consecutivi dal 1956 al 1959; nel 1953, 1955 e 1960 dovette accontentarsi del secondo quintetto. Per otto volte ha disputato l'All-Star Game.
La sua carriera come giocatore con i Boston Celtics finì dopo dieci stagioni giocate ai massimi livelli, nel 1961.

### La carriera come allenatore
La carriera come allenatore iniziò nella stagione 1961-1962 nella ABL come allenatore-giocatore dei Los Angeles Jets ma dopo aver iniziato la stagione con un record di 24-15 la franchigia fu sciolta nel Gennaio 1972 a causa dei pochi spettatori; nella stessa stagione subentrò a John McLendon alla guida dei Cleveland Pipers sempre in ABL portando la squadra a vincere il Titolo ABL 1961-1962 contro i Kansas City Steers per 3 gare a 2.
In seguitò fece per due stagioni l'allenatore nella squadra collegiale dei Los Angeles State con un record di (27-20) dopodiché fece per due anni il commentatore.
Debuttò come allenatore in NBA nella stagione 1966-1967 come allenatore dei San Francisco Warriors di Rick Barry e Nate Thurmond, portando la sua squadra alle NBA Finals 1967 dove persero per 4 gare a 2 contro i Philadelphia 76ers di Wilt Chamberlain allenati da Alex Hannum.
Nel 1967-1968 porterà ancora la sua squadra ai playoff, venendo questa volta sconfitto dai Los Angeles Lakers per 4 a 0 nelle finali della Western Division.
Nella stagione 1968-1969 si sedette sulla panchina degli Los Angeles Stars nella ABA, concludendo la prima stagione a Los Angeles con un record di (33-45) mancando l'accesso ai playoff, nella seconda stagione a Los Angeles il record di 43 a 41 permise alla sua squadra di qualificarsi ai playoff, dove dopo aver sconfitto i Dallas Chaparrals, e i Denver Rockets si arrese nelle ABA Finals 1970 per 4 gare a 2 contro gli Indiana Pacers.
Nella stagione 1970-71 seguì la squadra che venne trasferita a Salt Lake City e chiamata Utah Stars, e dopo aver concluso la regular season con un record di 57-27, vinse il titolo dopo aver sconfitto in 7 gare i campioni in carica degli Indiana Pacers nelle Finali di Division e nelle ABA Finals in 7 gare i Kentucky Colonels, venendo nominato allenatore dell'anno in ABA.
In seguito approdò sulla panchina dei Los Angeles Lakers, dove con Wilt Chamberlain riuscì a centrare il record di 33 partite vinte chiudendo la stagione con un record di (69-13), e ottenendo una serie di ottimi risultati che portarono i Lakers a vincere il loro primo titolo a Los Angeles dopo 7 finali perse, diciotto anni dopo l'ultimo vinto a Minneapolis, sconfiggendo per 4 gara a 1 i New York Knicks, e valse a Sharman il titolo di migliore coach dell'anno nella NBA.
L'anno successivo con i Lakers riuscirà ancora ad arrivare alle Finals perdendo questa volta per 4 a 1 contro i Knicks (in quella che sarà l'ultima stagione di Wilt Chamberlain), e resterà alla guida dei Lakers per altre tre stagioni fino alla stagione 1975-1976, la prima con Kareem Abdul-Jabbar a Los Angeles.
Sharman è il secondo allenatore di sempre ad aver vinto sia in ABA che in NBA, eguagliando Alex Hannum, che ebbe anche lui come giocatore Wilt Chamberlain quando militava nei Philadelphia 76ers, inoltre è l'unico ad aver vinto in ABL, in ABA e in NBA.
Bill Sharman divenne il General Manager dei Lakers fino al 1982, draftando nel 1979 Magic Johnson con la prima scelta assoluta e vincendo i Titoli del 1980 e 1982, in seguito restò ai Lakers come presidente durante i titoli vinti nel 1985, 1987 e 1988, anno in cui si ritirò dalla carica, restando solo come consulente.

### Morte
Sharman muore a 87 anni nella sua abitazione a Redondo Beach, in California il 25 ottobre 2013.

## Statistiche
| † | Denota una stagione in cui ha vinto il titolo NBA |
| * | Primo nella lega                                  |

### NBA

#### Regular Season
| Anno       | Squadra        | PG  | PT | MP   | TC%  | 3P% | TL%   | RP  | AP  | PRP | SP | PP   |
| ---------- | -------------- | --- | -- | ---- | ---- | --- | ----- | --- | --- | --- | -- | ---- |
| 1950-1951  | Wash. Capitols | 31  | -  | -    | 37,0 | -   | 88,9  | 3,5 | 1,3 | -   | -  | 12,2 |
| 1951-1952  | Boston Celtics | 63  | -  | 22,0 | 38,9 | -   | 85,9  | 3,5 | 2,4 | -   | -  | 10,7 |
| 1952-1953  | Boston Celtics | 71  | -  | 32,9 | 43,6 | -   | 85,0* | 4,1 | 2,7 | -   | -  | 16,2 |
| 1953-1954  | Boston Celtics | 72  | -  | 34,3 | 45,0 | -   | 84,4* | 3,5 | 3,2 | -   | -  | 16,0 |
| 1954-1955  | Boston Celtics | 68  | -  | 36,1 | 42,7 | -   | 89,7* | 4,4 | 4,1 | -   | -  | 18,4 |
| 1955-1956  | Boston Celtics | 72  | -  | 37,5 | 43,8 | -   | 86,7* | 3,6 | 4,7 | -   | -  | 19,9 |
| 1956-1957† | Boston Celtics | 67  | -  | 35,9 | 41,6 | -   | 90,5* | 4,3 | 3,5 | -   | -  | 21,1 |
| 1957-1958  | Boston Celtics | 63  | -  | 35,1 | 42,4 | -   | 89,3  | 4,7 | 2,7 | -   | -  | 22,3 |
| 1958-1959† | Boston Celtics | 72* | -  | 33,1 | 40,8 | -   | 93,2* | 4,1 | 2,5 | -   | -  | 20,4 |
| 1959-1960† | Boston Celtics | 71  | -  | 27,0 | 45,6 | -   | 86,6  | 3,7 | 2,0 | -   | -  | 19,3 |
| 1960-1961† | Boston Celtics | 61  | -  | 25,2 | 42,2 | -   | 92,1* | 3,7 | 2,4 | -   | -  | 16,0 |
| Carriera   | Carriera       | 711 | -  | 32,0 | 42,6 | -   | 88,3  | 3,9 | 3,0 | -   | -  | 17,8 |

#### Playoffs
| Anno     | Squadra        | PG  | PT | MP   | TC%   | 3P% | TL%   | RP  | AP  | PRP | SP | PP   |
| -------- | -------------- | --- | -- | ---- | ----- | --- | ----- | --- | --- | --- | -- | ---- |
| 1952     | Boston Celtics | 1   | -  | 27,0 | 58,3  | -   | 100   | 3,0 | 7,0 | -   | -  | 15,0 |
| 1953     | Boston Celtics | 6   | -  | 33,5 | 33,3  | -   | 93,8  | 2,5 | 2,5 | -   | -  | 11,7 |
| 1954     | Boston Celtics | 6   | -  | 34,3 | 43,2  | -   | 86,0  | 4,2 | 1,7 | -   | -  | 18,8 |
| 1955     | Boston Celtics | 7   | -  | 41,4 | 50,0  | -   | 92,1  | 5,4 | 5,4 | -   | -  | 20,7 |
| 1956     | Boston Celtics | 3   | -  | 39,7 | 39,1  | -   | 94,1* | 2,3 | 4,0 | -   | -  | 17,3 |
| 1957†    | Boston Celtics | 10* | -  | 37,7 | 38,1  | -   | 95,3* | 3,5 | 2,9 | -   | -  | 21,1 |
| 1958     | Boston Celtics | 11* | -  | 36,9 | 40,7  | -   | 92,9  | 4,9 | 2,3 | -   | -  | 21,1 |
| 1959†    | Boston Celtics | 11  | -  | 29,3 | 42,5  | -   | 96,6* | 3,3 | 2,5 | -   | -  | 20,1 |
| 1960†    | Boston Celtics | 13  | -  | 28,0 | 42,1  | -   | 81,1  | 3,5 | 1,5 | -   | -  | 16,8 |
| 1961†    | Boston Celtics | 10  | -  | 26,1 | 51,1* | -   | 88,9  | 2,7 | 1,7 | -   | -  | 16,8 |
| Carriera | Carriera       | 78  | -  | 33,0 | 42,6  | -   | 91,1  | 3,7 | 2,6 | -   | -  | 18,5 |

### Allenatore

#### ABL-NBA-ABA
| Stagione | Squadra                | Regular Season | Regular Season | Regular Season | Regular Season | Regular Season            | Post Season                                             |
| Stagione | Squadra                | V              | P              | % V            | G              | Posizione finale          | Post Season                                             |
| -------- | ---------------------- | -------------- | -------------- | -------------- | -------------- | ------------------------- | ------------------------------------------------------- |
| 1961-62  | Los Angeles Jets (ABL) | 24             | 15             | 61,5           | 39             |                           |                                                         |
| 1961-62  | Cleveland Pipers (ABL) | 19             | 11             | 63,3           | 30             | 1º nella Eastern Division | Campione ABL                                            |
| 1966-67  | S.F. Warriors (NBA)    | 44             | 37             | 54,3           | 81             | 1º nella Western Division | Sconfitto alle NBA Finals dai 76ers (2-4)               |
| 1967-68  | S.F. Warriors          | 43             | 39             | 52,4           | 82             | 3º nella Western Division | Sconfitto alle Finali di Division dai Lakers (0-4)      |
| 1968-69  | L.A. Stars (ABA)       | 33             | 45             | 42,3           | 84             | 5º nella Western Division | Manca i play-off                                        |
| 1969-70  | L.A. Stars             | 43             | 41             | 51,2           | 84             | 4º nella Western Division | Sconfitto alle ABA Finals dai Pacers (2-4)              |
| 1970-71  | Utah Stars (ABA)       | 57             | 27             | 67,9           | 84             | 2º nella Western Division | Campione ABA                                            |
| 1971-72  | L.A. Lakers (NBA)      | 69             | 13             | 84,1           | 82             | 1º nella Pacific Division | Campione NBA                                            |
| 1972-73  | L.A. Lakers            | 60             | 22             | 73,2           | 82             | 1º nella Pacific Division | Sconfitto alle NBA Finals dai Knicks (1-4)              |
| 1973-74  | L.A. Lakers            | 47             | 35             | 57,3           | 82             | 1º nella Pacific Division | Sconfitto alle Semifinali di Conference dai Bucks (1-4) |
| 1974-75  | L.A. Lakers            | 30             | 52             | 36,6           | 82             | 5º nella Pacific Division |                                                         |
| 1975-76  | L.A. Lakers            | 40             | 42             | 48,8           | 82             | 4º nella Pacific Division |                                                         |
|          | Carriera ABL           | 43             | 26             | 62,3           | 69             |                           |                                                         |
|          | Carriera NBA           | 333            | 240            | 58,1           | 573            |                           |                                                         |
|          | Carriera ABA           | 133            | 113            | 54,1           | 246            |                           |                                                         |
|          | Carriera ABL-NBA-ABA   | 509            | 379            | 57,3           | 888            |                           |                                                         |

## Le onorificenze
Sharman fu inserito nella Hall of Fame nel 1976, per la sua carriera come giocatore, e nel 2004 per quella come allenatore. È uno dei quattro uomini che sono stati inseriti in entrambe le classifiche, gli altri tre sono John Wooden, Lenny Wilkens e Bill Russell.
Inoltre Sharman fu inserito nel 1996 nella classifica dei 50 migliori giocatori del cinquantenario della NBA e nel 2021 dei 75+1 migliori giocatori della NBA in occasione dei 75 anni della lega.

## Palmarès

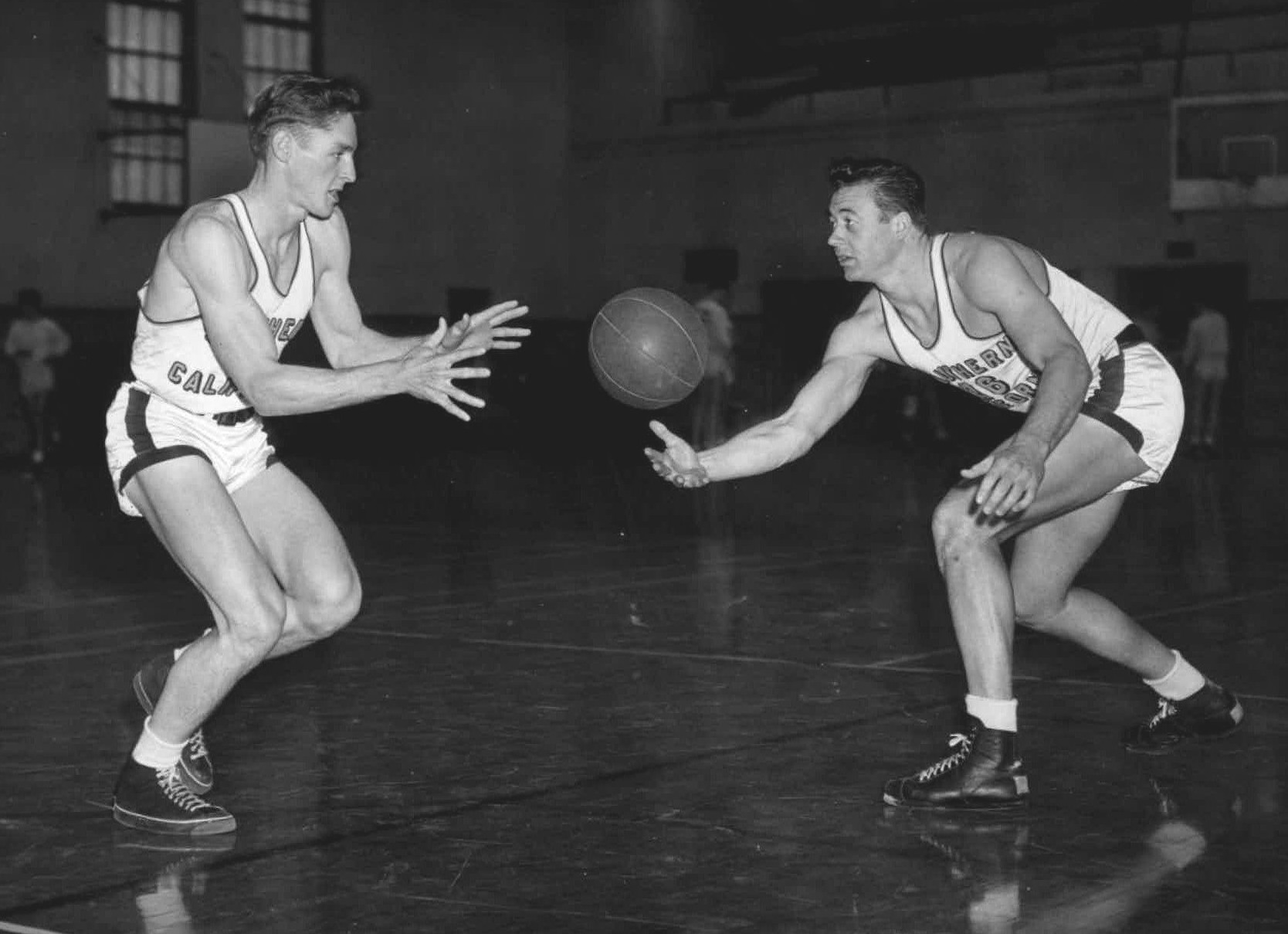
Sharman (a sin.) con Stan Christie

### Giocatore
- NCAA AP All-America Second Team (1950)
- Campionato NBA: 4

Boston Celtics: 1957, 1959, 1960, 1961
- All-NBA Team: 7

First Team: 1956, 1957, 1958, 1959
Second Team: 1953, 1955, 1960
- NBA All-Star Game: 8

1953, 1954, 1955, 1956, 1957, 1958, 1959, 1960
- NBA All-Star Game MVP (1955)
- 7 volte miglior tiratore di liberi in stagione NBA (1953, 1954, 1955, 1956, 1957, 1959, 1961) (record)
- Incluso tra i 10 migliori giocatori nel venticinquesimo anniversario della NBA
- Inserito tra i 50 migliori giocatori del cinquantenario della NBA
- Inserito nel NBA 75th Anniversary Team

### Allenatore
- Campionato ABL: 1

Cleveland Pipers: 1962
- Campionato ABA: 1

Utah Stars: 1971
- Campionato NBA: 1

Los Angeles Lakers: 1972
- ABA Coach of the Year Award (1970)
- NBA Coach of the Year (1972)
- 3 volte allenatore all'NBA All-Star Game (1968, 1972, 1973)
- ABA All-Star Game head coaches: 1971

### General Manager
- Campionato NBA: 2

Los Angeles Lakers: 1980, 1982

### Presidente
- Campionato NBA: 3

Los Angeles Lakers: 1985, 1987, 1988